# The Noon Witch
La bruja de mediodía (en checo: Polednice), Op. 108, B. 196, es un poema sinfónico escrito en 1896 por Antonín Dvořák. Está inspirado en el poema Polednice, de Karel Jaromír Erben, incluido en la colección Kytice. Polednice está basado en el personaje de la mitología eslava del mismo nombre. Es una de las últimas obras orquestales inspiradas en temas nacionales que fueron escritas después de su regreso a su Bohemia natal desde los Estados Unidos.

## Sinopsis
Una madre advierte a su hijo que si no se comporta, llamará a la Bruja del Mediodía para que se lo lleve. Él no obedece, y la bruja llega al filo del mediodía. La bruja, descrita como una criatura horrible, exige que se le entregue el niño. La madre, aterrorizada por la aparición, agarra a su hijo y huye, y la bruja comienza a perseguirlos. Finalmente la madre se desmaya, agarrando a su hijo. Más tarde ese mismo día, el padre llega a casa, y encuentra a su esposa desmayada con el cuerpo muerto de su hijo en sus brazos. La madre había asfixiado accidentalmente a su hijo mientras lo protegía de la bruja. La historia termina con el lamento del padre por el terrible suceso.

## Composición
La pieza está escrita para la orquesta sinfónica clásica del siglo XIX con la incorporación de un clarinete bajo y campanas tubulares.
La música de Dvořák sigue la historia de cerca y la instrumentación se utiliza a menudo para ilustrar personajes y acontecimientos: el oboe y el clarinete bajo se utilizan para representar al niño que se porta mal y a la bruja respectivamente, mientras que doce golpes de campana señalan la llegada del mediodía. Durante la persecución de la bruja, la música varía entre dos compases diferentes como un recurso dramático adicional.
Una actuación semipública fue celebrada en el Conservatorio de Praga el 3 de junio de 1896 bajo la dirección de Antonín Bennewitz. Su estreno público fue el 21 de noviembre de 1896 en Londres, bajo la dirección de Henry Wood. La pieza dura unos 13 minutos.